# Stazione di Cavanella d'Adige

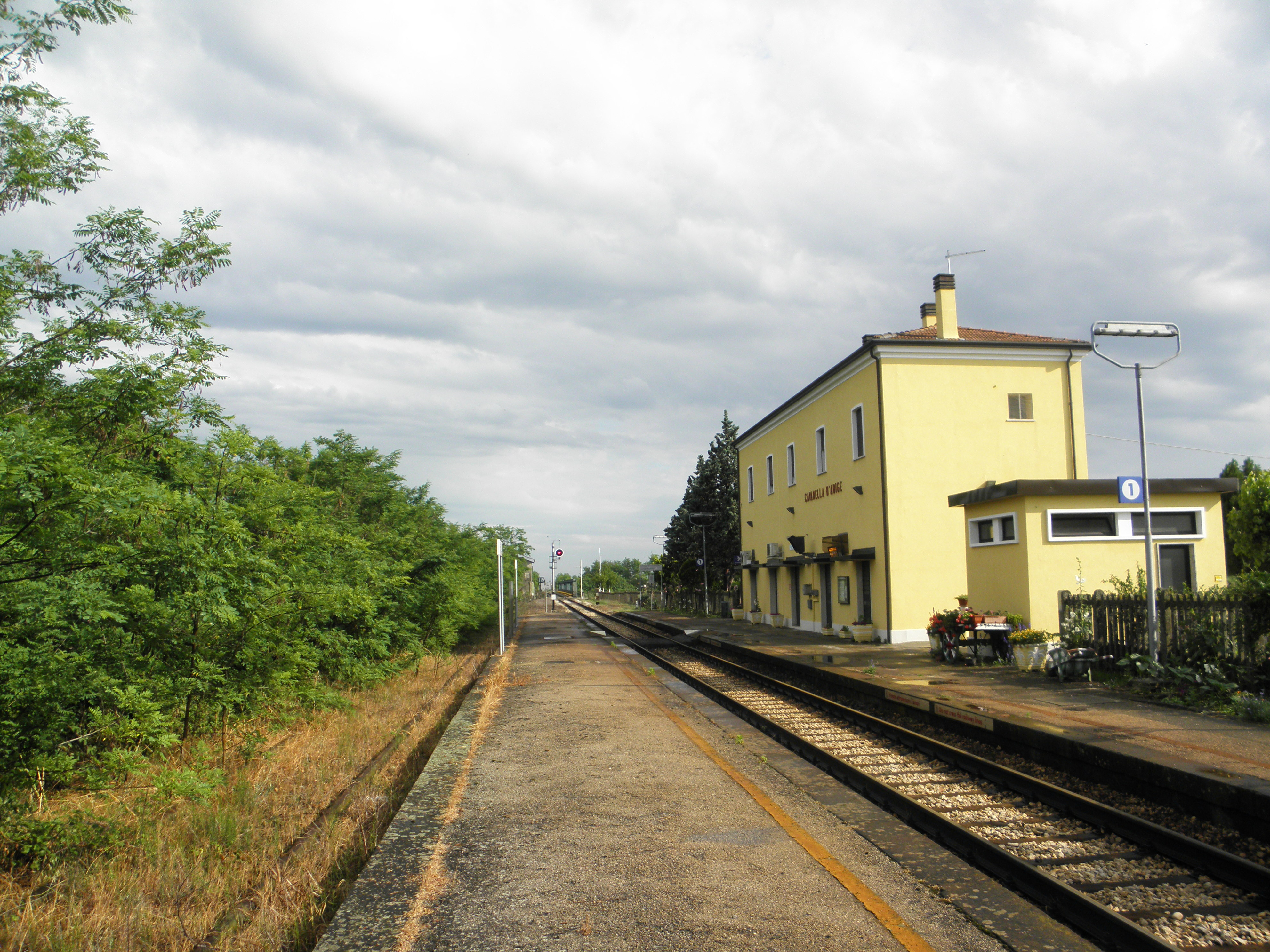
Il piazzale binari

La stazione di Cavanella d'Adige è una stazione ferroviaria posta sulla linea Rovigo-Chioggia. Serve il centro abitato di Cavanella d'Adige, frazione del comune di Chioggia.

## Storia
La stazione di Cavanella d'Adige venne attivata il 23 maggio 1887 come parte della tratta da Loreo a Chioggia della linea Rovigo-Chioggia.